# Zamek w Łowiczu
Zamek w Łowiczu – ruiny zamku arcybiskupów gnieźnieńskich zbudowanego w XIV wieku. Od XV do końca XVIII wieku najważniejszą rezydencją arcybiskupów gnieźnieńskich (prymasów Polski). Położony na obrzeżach Łowicza przy przejściu przez Błota Łęczyckie traktu drogowego z Gniezna do Warszawy oraz z Torunia do Lwowa.

Georg Braun - Zamek od południa i miasto Łowicz około 1618 r.

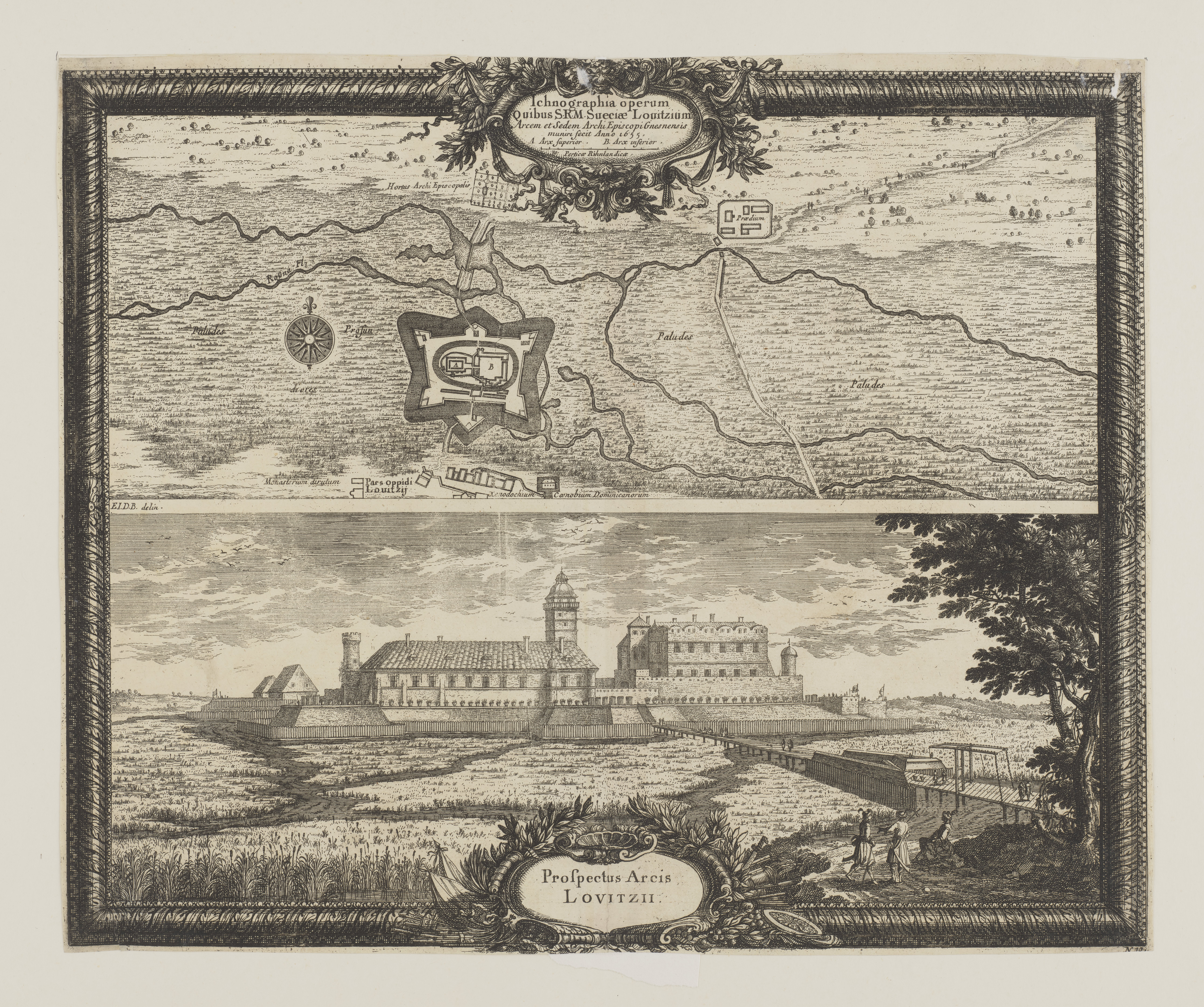
Zamek od północy wg rysunku J.E. Dahlberga z 1656 r. Po prawej zamek wysoki, wieża z bramą do miasta, po lewej zamek niski z renesansowym pałacem.

## XIV - XV wiek (zamek gotycki)
Zamek po raz pierwszy wzmiankowany był w 1359 roku, a rozkazał go zbudować arcybiskup gnieźnieński Jarosław Bogoria Skotnicki. Początkowo było to kamienno-ceglane założenie składające się z muru obronnego na planie czworoboku (o boku 31-34 m) oraz wysuniętej od wschodu czworobocznej wieży bramnej (o bokach 18 x 10 m). Wewnątrz murów od strony północnej zbudowano budynek o szerokości około 13 m, a od południa budynek o szerokości 10 metrów (być może z wieżą od wschodu). Dziedziniec miał wymiary 23 x 10 m. Zamek otaczała fosa oraz wał, który zaczęto wznosić około 1351 roku. Tę część opisywano jako zamek wysoki (arx superior). Zamek ten był kilkukrotnie oblegany przez wojska książąt mazowieckich Siemowita III i Siemowita IV w latach 1381, 1382, 1411-1412, ale był wtedy na tyle silną warownią, że nie został zdobyty. W XV wieku od wschodu powstało podzamcze (opisywane także jako zamek niższy - castrum inferior). W 1480 roku na zamku zmarł arcybiskup Jakub z Sienna, a w 1493 roku zmarł na zamku prymas Zbigniew Oleśnicki. 

## XVI - XVII wiek
W 1. połowie XVI wieku w czasach arcybiskupa Jana Łaskiego zamek górny przebudowano w stylu renesansowym. W tym okresie zamek niższy także otoczono murem. Arcybiskup Mikołaj Dzierzgowski w latach 1545-1559 polecił zbudować zewnętrzny nieregularny mur zamku wysokiego oraz odbudował zamkową kaplicę św. Barbary mieszczącą się w wieży. Otaczający wysoki zamek mur wzmacniały dwie wieże - okrągła i kwadratowa. W 1573 roku arcybiskup Jakub Uchański na terenie zamku dolnego rozpoczął budować renesansowy pałac z arkadową fasadą zwieńczoną attyką i renesansowymi krużgankami. Pałac ten ukończył w 1585 roku Stanisław Karnkowski. Zamek z tego okresu przedstawia sztych w atlasie Brauna i Hogenberga.  
Na przełomie XVI i XVII w. całe założenie otoczono wałem ziemnym. Około 1621 roku fortyfikacje zmodernizowano i dobudowano bastiony. Za czasów arcybiskupa Jana Wężyka przebudowano wieżę bramną, wieńcząc ją nowym hełmem i instalując na niej zegar. 
Podczas Potopu polska załoga zamku poddała go Szwedom w dniu 4 września 1655 roku. Karol X Gustaw po zwiedzeniu zamku podjął decyzję o przekształceniu go w twierdzę, której komendantem został Joachim de Radike. Wg częściowo zrealizowanego projektu miały powstać cztery narożne bastiony, piatta forma od północy, dzieło rogowe od północy i rawelin od południa. W kwietniu 1656 roku wojska polskie zajęły miasto i bez powodzenia oblegały wzmocniony bastionami przez Szwedów zamek i broniony przez załogę pod dowództwem Izraela Riederhielma. Kolejne oblężenie, także bez powodzenia, prowadził w maju 1656 roku Jerzy Sebastian Lubomirski. W sierpniu 1656 roku Karol X Gustaw i elektor Fryderyk Wilhelm zatrzymali się na zamku i wzmocnili załogę pod dowództwem pułkownika Torneskioldha.W 1657 roku Szwedów wsparli Węgrzy Jerzego Rakoczego. W czerwcu 1657 roku Szwedzi po opuszczeniu zamku wysadzili go w powietrze. W latach 1666–1670 zamek został odbudowany przez prymasa Mikołaja Prażmowskiego. Kolejne prace prowadził prymas Jan Wydżga, jednak po jego śmierci w 1685 roku zamek został obrabowany i zdewastowany. Po 1688 roku wyremontował go prymas Micha Radziejowski i już dwa lata później gościł na zamku króla Jana III Sobieskiego z dworem.  

## XVIII - XX wiek
Po 1723 roku prymas Teodor Potocki wyremontował zamek górny. Zamek został poważnie uszkodzony podczas konfederacji barskiej i następnie częściowo rozebrany. W 1761 roku w oficynie zamkowej umieszczono drukarnię prymasowską. W 1766 roku na zamku otworzono archiwum grodzkie. W 1787 roku prymas Michał Poniatowski uruchomił na zamku manufakturę płótna, której dyrektorem był Francuz Nadal de Sobreville, a po nim Andrzej Zawadzki. W 1791 roku manufaktura dawała pracę 4 tys. osób. Po zajęciu zamku przez wojska pruskie 1 marca 1793 roku manufakturę zlikwidowano, a w pomieszczeniach zamku zakwaterowano pruskich żołnierzy, umieszczono magazyn amunicji i zboża. Około 1818 roku inżynier Jan Groffe uznał, że zamek można po remoncie przystosować na koszary dla pułku polskiej kawalerii, gdyż składa się z parteru i dwóch pięter pokrytych dachem, piwnic i oficyny. Po rozpoczęciu prac dla wojska główny gmach zamku wraz z oficyną zostały między 1819-1822 rokiem nielegalnie rozebrane na polecenie posła i prezesa rady miejskiej Antoniego Zawadzkiego, który zbudował z materiału rozbiórkowego trzy prywatne kamienice. W 1822 roku część detali zamkowych została wykorzystana przez generała Stanisława Klickiego do ozdobienia swojej rezydencji w Łowiczu. 
W XIX w. przez tereny zamkowe poprowadzono drogę dzieląc je na dwie części. 
W 1917 r. na obszarze zajmowanym niegdyś przez zamek górny Niemcy założyli cmentarz wojenny, na którym chowano głównie poległych w czasie walk w 1914 r. Upamiętnia to krzyż znajdujący się na terenie ruin zamkowych. 
Od 1927 roku na terenie zamku umieszczono składy wojskowe. Po 1945 roku teren zamku przecięto szosą drogową.

## Stan obecny
Z zamku zachowały się częściowo fosy i wały bastionów oraz relikt pochodzącego z XVI w. muru zewnętrznego zamku górnego. Na jego terenie wzniesiono trzy stylizowane budynki. Teren zamku od 1992 roku jest własnością Wojciecha Groneckiego, który udostępnia go dla zwiedzających po umówieniu się.

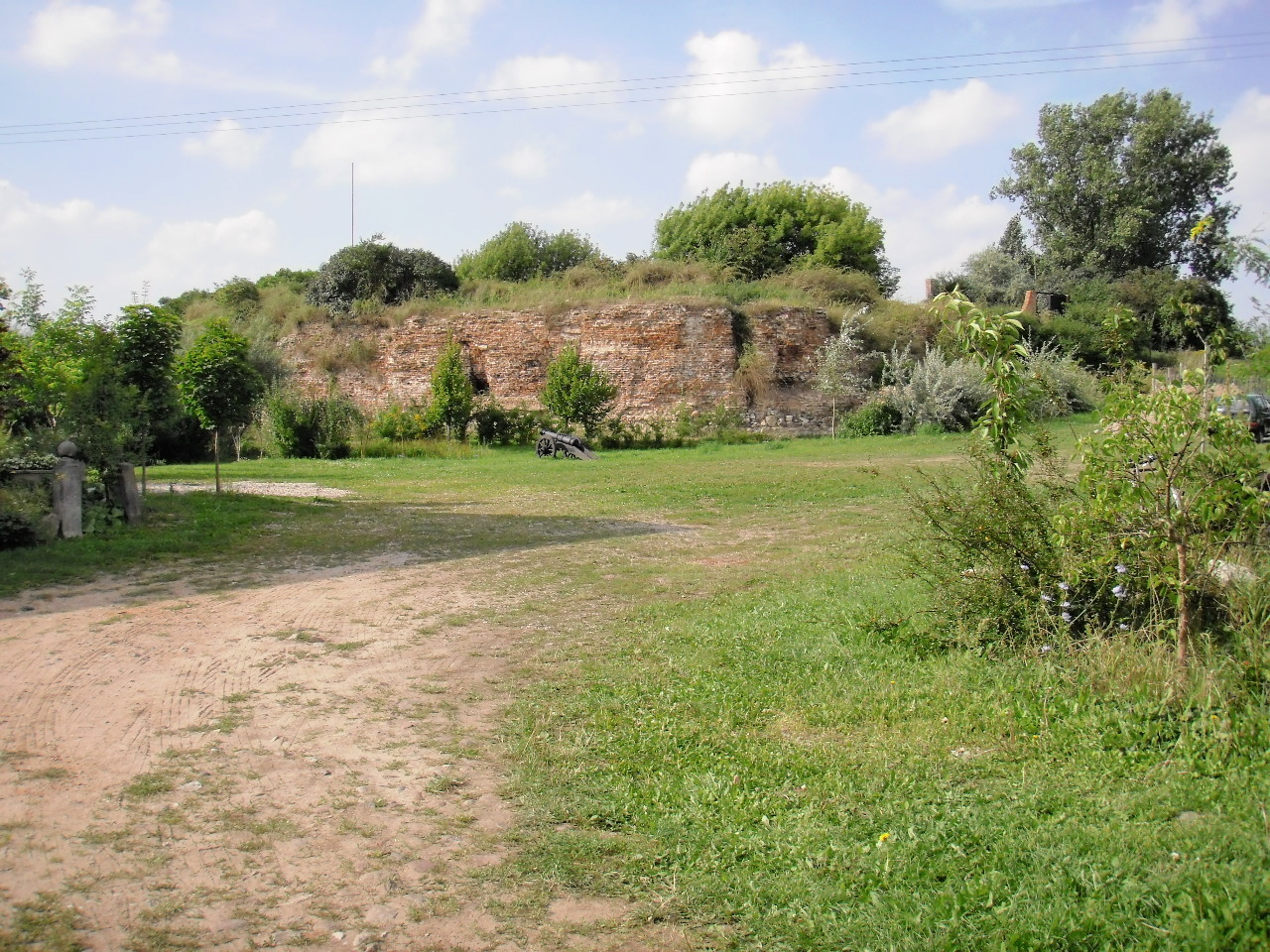
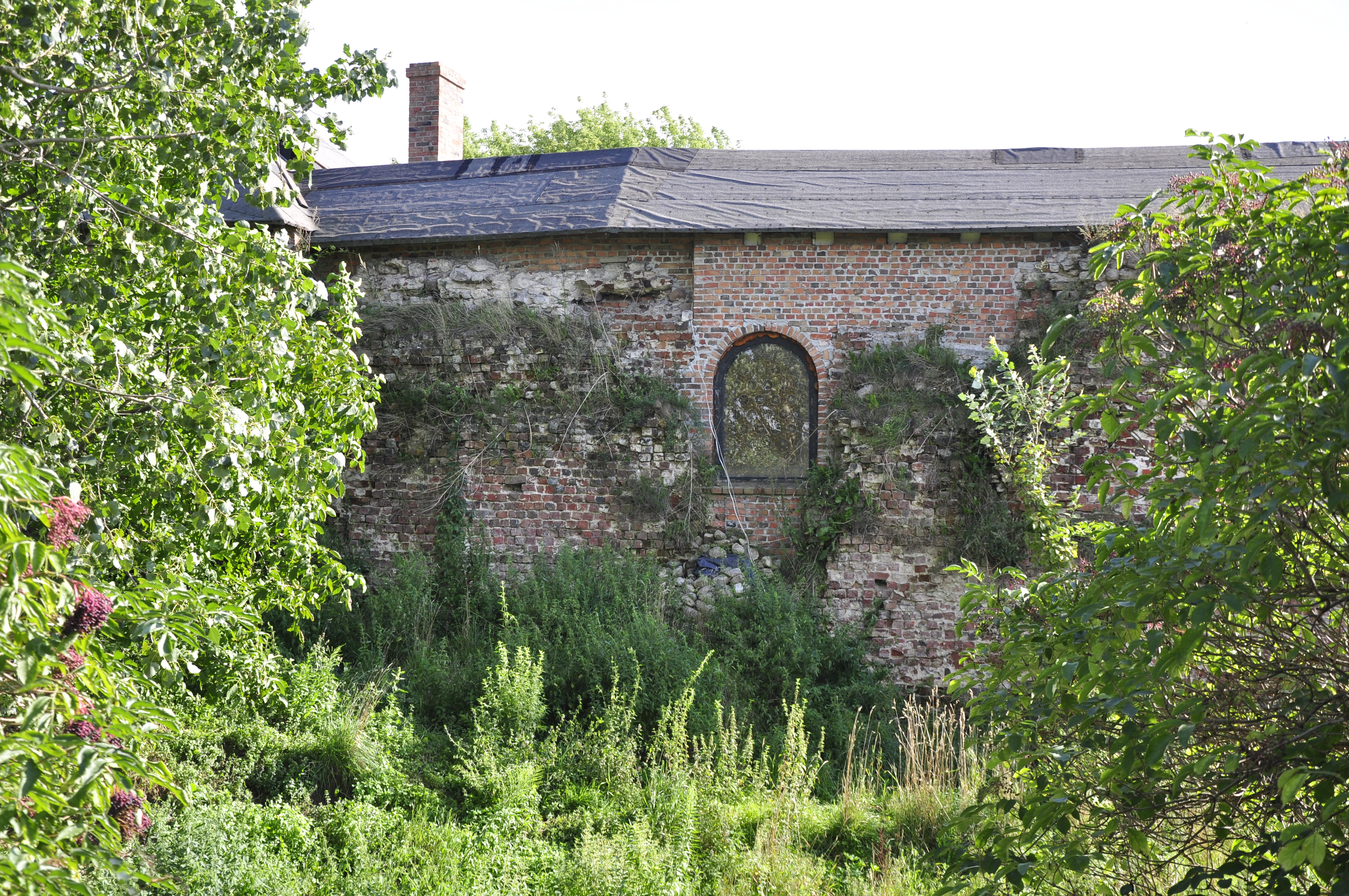
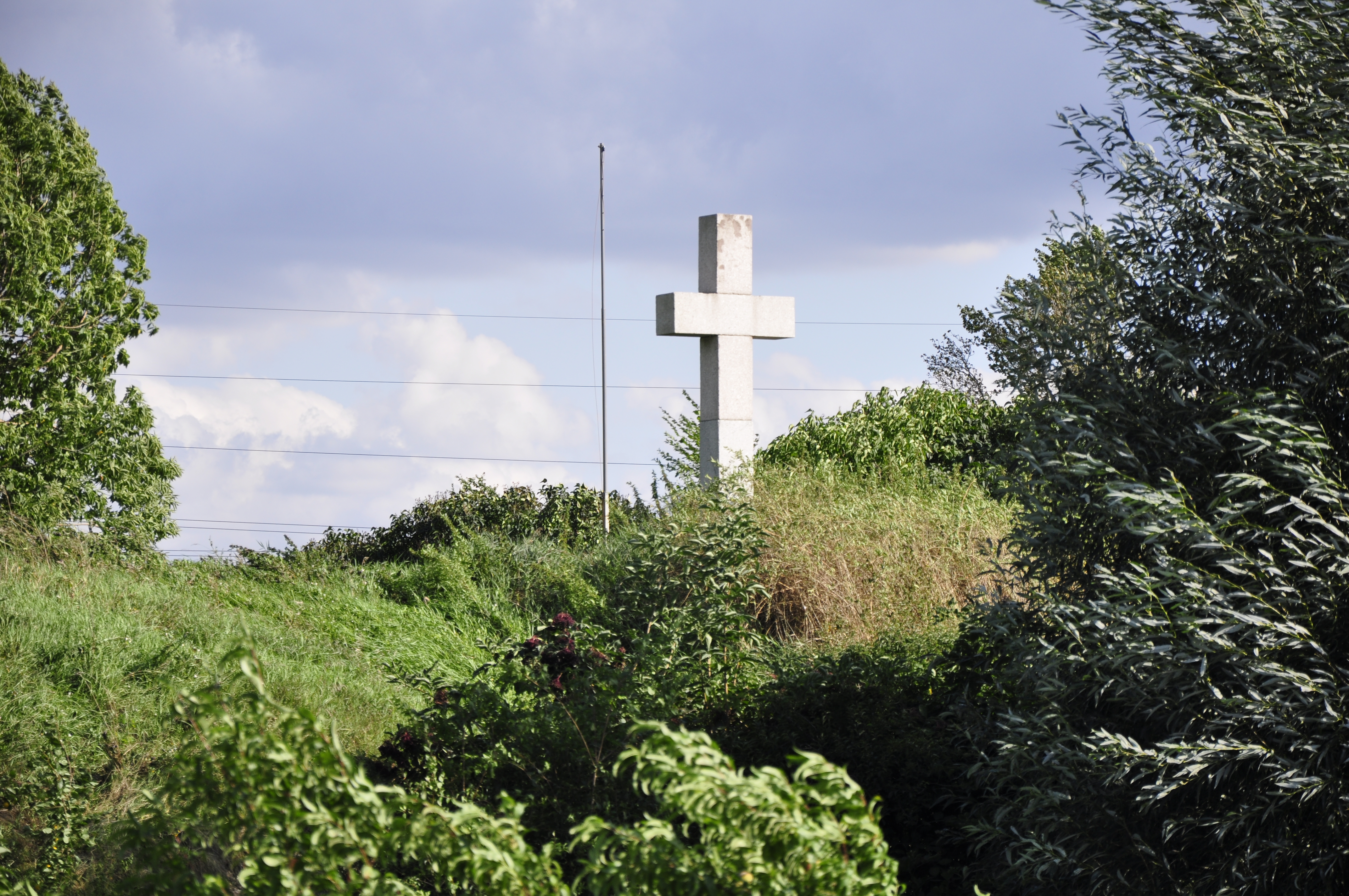